# Elizabeth Gaskell
Elizabeth Cleghorn Gaskell, sobrenome de solteira Stevenson (Chelsea, 29 de setembro de 1810 — Hampshire, 12 de novembro de 1865), muitas vezes chamada simplesmente de Mrs Gaskell, foi uma romancista e contista britânica durante a Era vitoriana. Seus romances oferecem um retrato detalhado das vidas de muitos estratos da sociedade, incluindo os muito pobres, e como tal são de interesse para os historiadores sociais, bem como para os amantes de literatura. Seu primeiro romance, Mary Barton, foi publicado em 1848. A The Life of Charlotte Brontë, de Gaskell, publicada em 1857, foi a primeira biografia de Brontë. Alguns dos romances mais conhecidos de Gaskell são: Cranford (1851-1853), North and South (1854-1855) e Wives and Daughters (1865).

## Biografia
Gaskell nasceu Elizabeth Cleghorn Stevenson em 29 de setembro de 1810, em Lindsey Row, Chelsea, na casa que atualmente fica no número 93, da Cheyne Walk. Gaskell foi a oitava e última criança de seus pais; apenas ela e seu irmão John sobreviveram à infância. Seu pai, William Stevenson, um unitarista de Berwick-upon-Tweed, era ministro em Failsworth, Lancashire, mas renunciou às suas ordens por motivos de consciência; mudou com sua família para Londres em 1806 com a intenção de seguir para a Índia depois de ter sido nomeado secretário particular do Conde de Lauderdale, que viria a se tornar Governador-geral da Índia. Este cargo não se materializou, porém Stevenson foi nomeado Guardião dos Registros do Tesouro.
Sua esposa, Elizabeth Holland, veio de uma família da região das Midlands que era bem relacionada com proeminentes famílias unitaristas, como os Wedgwoods, os Martineaus, os Turners e os Darwins. Quando ela morreu, 13 meses depois de dar à luz a filha mais nova, deixou um marido perplexo que não viu outra alternativa para a jovem Elizabeth, senão enviá-la para viver com a irmã de sua mãe, Hannah Lumb, em Knutsford, Cheshire. Enquanto ela crescia, o futuro de Gaskell era muito incerto já que não possuía riqueza pessoal e residência fixa, mesmo sendo uma convidada permanente na casa de sua tia e na de seus avós.
Seu pai se casou novamente com Catherine Thomson em 1814. Eles tiveram um filho, William, em 1815, e uma filha, Catherine, em 1816. Embora Elizabeth passasse vários anos sem ver seu pai, a quem era devotada, seu irmão mais velho John frequentemente a visitava em Knutsford. John bem cedo foi destinado à Marinha Real Britânica, assim como tinha sido com seu avô e tios, mas ele não ingressou e teve que seguir para a Marinha mercante com a frota da Companhia Britânica das Índias Orientais. John, infelizmente, desapareceu em 1827 durante uma expedição à Índia.

## Caráter e influências
Grande parte da infância de Elizabeth foi passada em Cheshire, onde morava com sua tia Hannah Lumb em Knutsford, uma cidade que ela viria a imortalizar no romance Cranford. Moravam em uma grande casa de tijolos vermelhos chamada "Sandlebridge" de onde se avistava a cidade de Alderley Edge. De 1821 a 1826, ela frequentou uma escola administrada por Miss Byerlys em Barford House, e depois desta a Avonbank em Stratford-on-Avon, onde recebeu a educação tradicional em artes, os clássicos, o decoro e a correção prestados a jovens senhoras daquele tempo. Suas tias deram-lhe os clássicos para ler, e ela foi encorajada pelo pai em seus estudos e escrita. Seu irmão John enviou-lhe seus livros modernos e relatos de sua vida no mar e suas experiências no exterior.
Ela soube, por intermédio de Robert Clive, que sua mãe era uma Gaskell e amiga da família Holland. Depois de sair da escola aos 16 anos, Elizabeth viajou para Londres para passar uns dias com seus primos Holland. Ela passou também algum tempo em Newcastle upon Tyne (com a família do reverendo William Turner) e de lá, fez a viagem até Edimburgo. O irmão de sua madrasta, William John Thomson, era um artista que pintava retratos a óleo em miniatura e em 1832 pintou um retrato de Elizabeth Gaskell em Manchester. Um busto foi esculpido por David Dunbar na mesma época.

## Vida de casada e Plymouth Grove

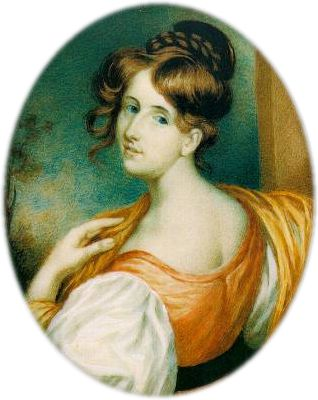
Elizabeth Gaskell, retrato por William John Thomson, 1832

Os Gaskells estabeleceram-se em Manchester, onde o ambiente industrial ofereceria inspiração para seus romances (no gênero industrial). Eles tiveram vários filhos: uma filha natimorta em 1833, seguida por Marianne (1834), Margaret Emily (1837), conhecida como Meta, Florence Elizabeth (1842), um amado filho William (1844-1845) - cuja morte trágica tornou-se um catalisador para os escritos de Gaskell (por recomendação de seu marido) e Julia Bradford (1846). Sua filha Florence casou com um advogado, Charles Crompton, em 1862.
Eles alugaram uma casa em Plymouth Grove em 1850, após a publicação do primeiro romance de Gaskell, e Gaskell viveu na casa com sua família até sua morte quinze anos depois. Todos os livros de Gaskell foram escritos em Plymouth Grove, enquanto seu marido realizava comitês de bem-estar e tutelava os pobres em seus estudos. Os círculos em que os Gaskells frequentavam incluíam grandes literários, dissidentes religiosos e reformadores sociais, incluindo William e Mary Howitt. Charles Dickens e John Ruskin visitaram Plymouth Grove, assim como os escritores americanos Harriet Beecher Stowe e Charles Eliot Norton, enquanto o maestro Charles Hallé morou perto e ensinou piano para uma das quatro filhas de Gaskell. A amiga íntima Charlotte Brontë é conhecida por ter ficado lá por três vezes, e em uma ocasião se escondeu atrás das cortinas da sala uma vez que era tímida demais para se encontrar com as visitas de Gaskell.
Gaskell morreu em Holybourne, Hampshire em 1865, aos 55 anos. A casa em Plymouth Grove permaneceu com a família Gaskell até 1913.
A casa da família Gaskell, em Plymouth Grove, está sendo reformada, o exterior recentemente tenha sido concluído, porém o seu telhado de chumbo foi recentemente roubado. Os esforços para angariar fundos estão em andamento para que o interior também possa ser restaurado em seu estado original.
Em 25 de setembro de 2010, um memorial para Gaskell foi dedicado em Poets' Corner na Abadia de Westminster. Ele tem a forma de um painel na janela do memorial Hubbard, acima do túmulo de Geoffrey Chaucer. O painel foi dedicado por sua trineta Rosemary Dabbs e uma coroa de flores foi colocada no local.

## Estilo literário e temas
O primeiro romance de Gaskell, Mary Barton, foi publicado anonimamente em 1848. Os mais conhecidos dos seus romances restantes são: Cranford (1853), North and South (1855), e Wives and Daughters (1865). Ela se tornou popular por sua escrita, especialmente suas histórias de fantasmas, auxiliada por Charles Dickens, que publicou seu trabalho em sua revista Household Words. Suas histórias de fantasmas são bastante distintas, no estilo "gótico", de sua ficção industrial.
Mesmo que sua escrita esteja de acordo com convenções vitorianas (incluindo assinar o seu nome "Mrs. Gaskell"), Gaskell normalmente emoldura suas histórias com críticas de atitudes contemporâneas: suas primeiras obras focaram no trabalho das fábricas em Midlands. Sempre enfatizou o papel das mulheres, com narrativas complexas e dinâmicas personagens femininas.
Além de sua ficção, Gaskell também escreveu a primeira biografia de Charlotte Brontë, que desempenhou um papel significativo no desenvolvimento de sua reputação de escritora.

### Ficção industrial
Gaskell foi bastante elogiada por Mary Barton; porém, também recebeu diversas críticas, relacionadas especialmente à sua “mórbida sensibilidade” para com a condição dos operários. Em Mary Barton, Gaskell causou choque ao apresentar o mundo dos trabalhadores das fábricas aos leitores, expondo as péssimas condições de vida dos trabalhadores das fábricas e tornando-os personagens principais, caracterizando-os com riqueza de detalhes e inclusive usando seu dialeto (embora alterado) para diálogos. Segundo alguns estudiosos, como John Lucas, sua precisão como observação social foi comparada ao trabalho de Friedrich Engels e outros contemporâneos.
Mesmo que  muitos elogios tenham sido feitos a Mary Barton, Gaskell atentou-se às críticas e seu outro romance industrial, North and South, expõe as relações entre patrões e operários de maneira suavizada. Através de uma narradora “estrangeira”, Gaskell mostra ao leitor os conflitos de classe na cidade de Milton do ponto de vista tanto de trabalhadores quanto de patrões.

### Temas
O Unitarismo pede compreensão e tolerância para com todas as religiões e, apesar de Gaskell tentar manter suas próprias crenças ocultas, sentia fortemente esses valores, que permeavam suas obras, como em North and South, onde "Margaret a mulher da igreja, seu pai, o dissidente, Higgins, o infiel, ajoelham-se juntos. Isso não lhes fez mal".

### Uso de dialeto
O estilo de Gaskell é notável para colocar palavras do dialeto local na fala de personagens da classe média e do narrador. Seu marido coletava o dialeto de Lancashire, e Gaskell defendeu seu uso do dialeto como a expressão de conceitos de outra forma inexprimível em uma carta de 1854 a Walter Savage Landor.

## Publicações

### Romances
- Mary Barton (1848)
- Cranford (1851–1853)
- Ruth (1853)
- North and South (1854–1855)
- Sylvia's Lovers (1863)
- Wives and Daughters: An Everyday Story (1865)

### Novelas e coleções
- The Moorland Cottage (1850)
- Mr. Harrison's Confessions (1851)
- The Old Nurse's Story (1852)
- Lizzie Leigh (1855)
- My Lady Ludlow (1859)
- Round the Sofa (1859)
- Lois the Witch (1861)
- A Dark Night's Work (1863)
- Cousin Phillis (1864)

### Contos (parcial)
- Libbie Marsh's Three Eras (1847)
- Christmas Storms and Sunshine (1848)
- The Squire's Story (1853)
- Half a Life-time Ago (1855)
- The Poor Clare (1856)
- The Manchester Marriage (1858), um capítulo de A House to Let, coautoria com Charles Dickens, Wilkie Collins, e Adelaide Anne Procter
- The Haunted House (1859), coautoria com Charles Dickens, Wilkie Collins, Adelaide Proctor, George Sala e Hesba Stretton
- The Half-brothers (1859)
- The Grey Woman (1861)

### Não ficção
- Sketches Among the Poor (poemas, 1837)
- An Accursed Race (1855)
- The Life of Charlotte Brontë (1857)
- French Life (1864)

### Geral e miscelânea
- Media relacionados com Elizabeth Gaskell no Wikimedia Commons
- «The Gaskell Society»
- «The Gaskell Web». Nagoya University
- «Elizabeth Gaskell». Victorian Web
- Obras de Elizabeth Gaskell (em inglês) no Projeto Gutenberg
- «Material de arquivo relacionado a Elizabeth Gaskell». listado nos Arquivos Nacionais
- «North and South (free unabridged audiobook download)». LibriVox
- «North and South, the Musical – um novo musical baseado no romance de E. Gaskell» (em inglês)
- «The Visual Life of Elizabeth Gaskell» (em inglês)
- «Elizabeth Gaskell Bibliographer». Nancy S. Weyant

### Locais
- «Elizabeth Gaskell House, 84 Plymouth Grove»
- «Brook Street Chapel: the Gaskell burial place»
- «A history of 84 Plymouth Grove and pictures from now and then». Nagoya University
- «Memorial Page for Elizabeth Gaskell». Find a Grave database